# 3989 Одін
3989 Одін (3989 Odin) — астероїд головного поясу, відкритий 8 вересня 1986 року.
Тіссеранів параметр щодо Юпітера — 3,597.